# ギンカモメ

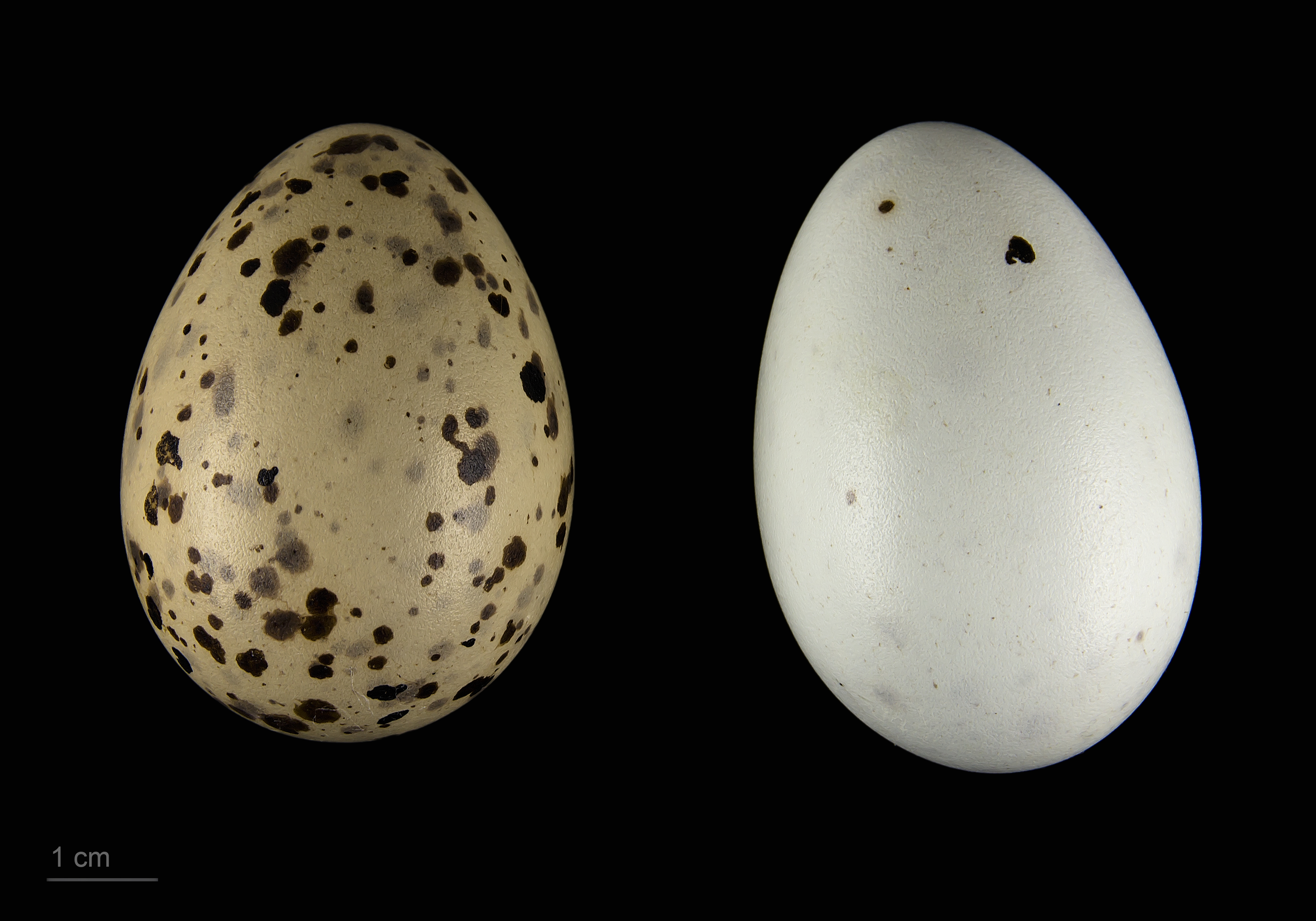
Chroicocephalus novaehollandiae

ギンカモメ （銀鷗、学名： Chroicocephalus novaehollandiae）は、チドリ目カモメ科に分類される鳥類。

## 分布
オーストラリア、ニューカレドニアに分布し、主に海岸地帯や内陸部を含めた川沿い、湖沼などに生息する。

## 亜種
- L. n. forsteri - オーストラリア北部、ニューカレドニア、ロイヤルティ諸島[1]
- L. n. novaehollandiae - オーストラリア南部、タスマニア[1]

## 形態
全長41cm (38-43cm) 、翼開長93cm (91-96cm) 。全体的に白色で、背や翼の上面は淡い灰色。初列風切羽の先端は黒色であるが初列風切羽の外側2枚の黒色部分の先端には白色の斑がある。虹彩は白く、くちばしと足は赤色。雌雄同色。幼鳥の目、くちばし、足は黒色で、翼には淡褐色の斑がある。

## 生態
昆虫、魚類、甲殻類などを食べるが、ときには動物の死体を食べる（腐肉食）ことがある。また、海岸地帯や河川沿い、湖沼近くの公園などでは人から食料を得ることもある。